# アクシャ (インド神話)

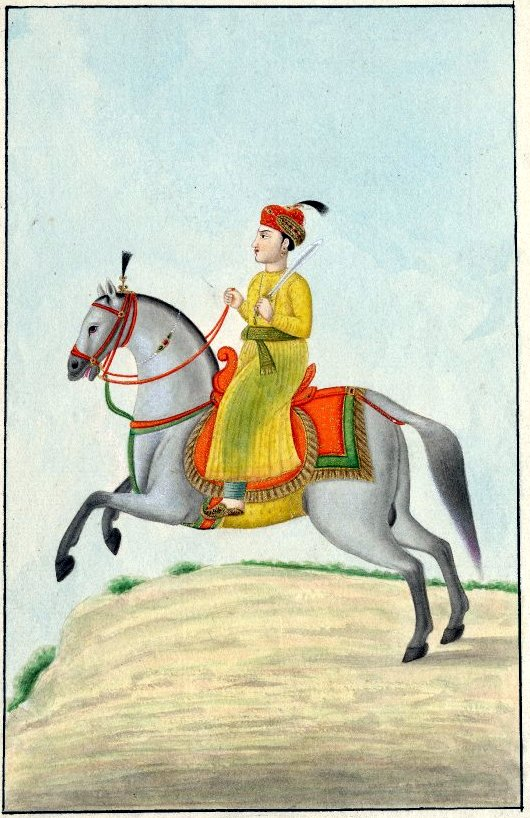
馬に騎乗するアクシャ。19世紀。

アクシャ（梵: अक्ष, Akṣa）あるいはアクシャクマーラ（梵: अक्षकुमार, Akṣakumāra） は、インド神話に登場するラークシャサである。ランカーの王ラーヴァナの子で、インドラジット、アティカーヤ、ナラーンタカ、デーヴァーンタカ、トリシラスと兄弟。

## 神話
ラーマ王子とラーヴァナとの開戦前、ランカーの都に潜入したハヌマーンはシーターの無事を確認すると、ラークシャサの実力を試すために暴れまわり、プラハスタの息子ジャンヴマーリンをはじめ、ヴィルパークシャ、ユーパークシャ、ドゥルダラ、プラサガ、パーサカルナといった武将たちを討ち取った。彼らの戦死の知らせが届くと、ラーヴァナは近くにいたアクシャに視線を投じた。するとアクシャはハヌマーンとの戦いを熱望してすぐさま立ち上がり、弓矢を携えて出撃した。太陽のごとき眼光で睨みつけるハヌマーンに対し、アクシャは雨のように絶え間なく矢を放って攻撃した。しかしハヌマーンは空を飛翔することで矢を避けた。ハヌマーンはアクシャが若いにもかかわらず成人と変わらない力量を持っていると認めたうえで、今後、年齢とともにさらに力を増すことを予見し、ここで殺しておくべきだと考えた。ハヌマーンがアクシャの戦車を引く8頭の馬を殺し、戦車を破壊すると、アクシャは大地に飛び降りて剣を抜いた。しかしハヌマーンはアクシャの両脚を掴んで振り回し、大地に叩きつけて四肢を粉砕した。